# 公共交通指向型開発

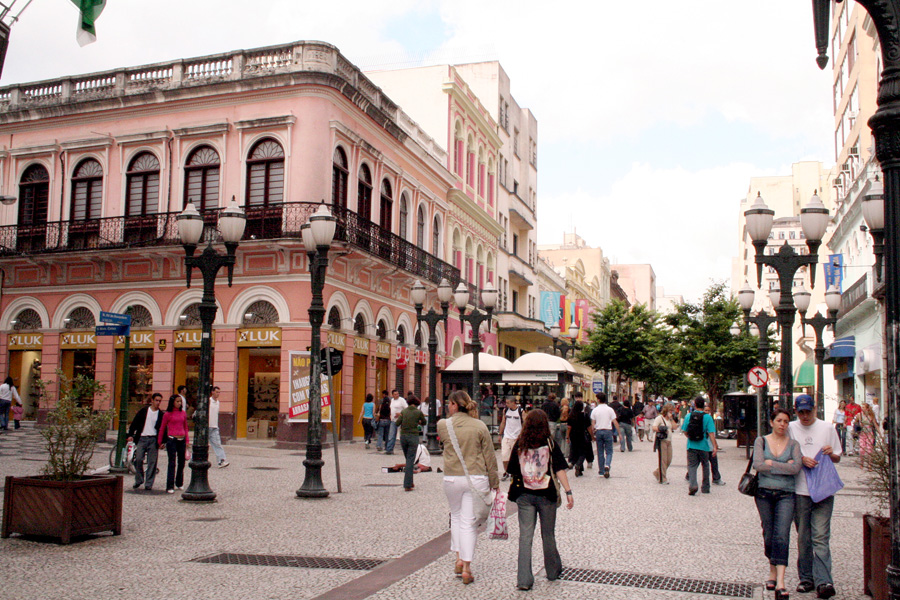
ブラジルのパラナ州クリティーバにある11月15日通り。クリティーバは1970年代以来、市長ジャイメ・レルネルのもとで高密度のバス網整備と歩行者優先の都市計画が進められ、TODの先行事例となっている

公共交通指向型（都市）開発（TOD：Transit-Oriented Development）は公共交通機関に基盤を置き、自動車に依存しない社会を目指した都市開発。
都市計画家ピーター・カルソープによって提唱された。
TODは、公共交通機関から徒歩圏内に住宅、ビジネス、レジャーの機能を集積する都市開発の一種である。高密度でコンパクトな都市形態と公共交通機関の利用を共生させる。TODは、自動車依存を減らし、持続可能な都市成長を促進し、公共交通機関の利用を増やすことを目指している。 
TODには通常、中心となる交通機関の駅（鉄道駅、LRTやバスの停留所など）が高密度の多目的エリアに囲まれ、この中心から低密度のエリアが広り、統合交通ネットワークを形成する。TODは街区を小さくし、自動車専用のスペースを減らすことで、都市を歩きやすく設計する。一部では、フェリーが含まれる場合もある。交通機関の駅をハブとして、そのすぐ近くに住宅中心のTODを建設するエリアは、トランジットビレッジとして知られる。
TOD の最も密集したエリアは通常、中心から周囲1 ⁄ 4～1 ⁄ 2マイル (400～800メートル) 内にあり、これが歩行者にとって適切な規模であると考えられているため、ラストワンマイル問題が解消さる。

## 特徴
過度に自動車依存が進んだ都市開発から転換するために、都市中心部の鉄道駅周辺に商業施設を重点的配置すると同時に、郊外部における鉄道駅周辺に住宅地を計画的に造成する、あるいはパークアンドライドを促すための駐車場を整備するなど、主体的にニューアーバニズムをすすめていくような都市開発を指す。

## 詳細

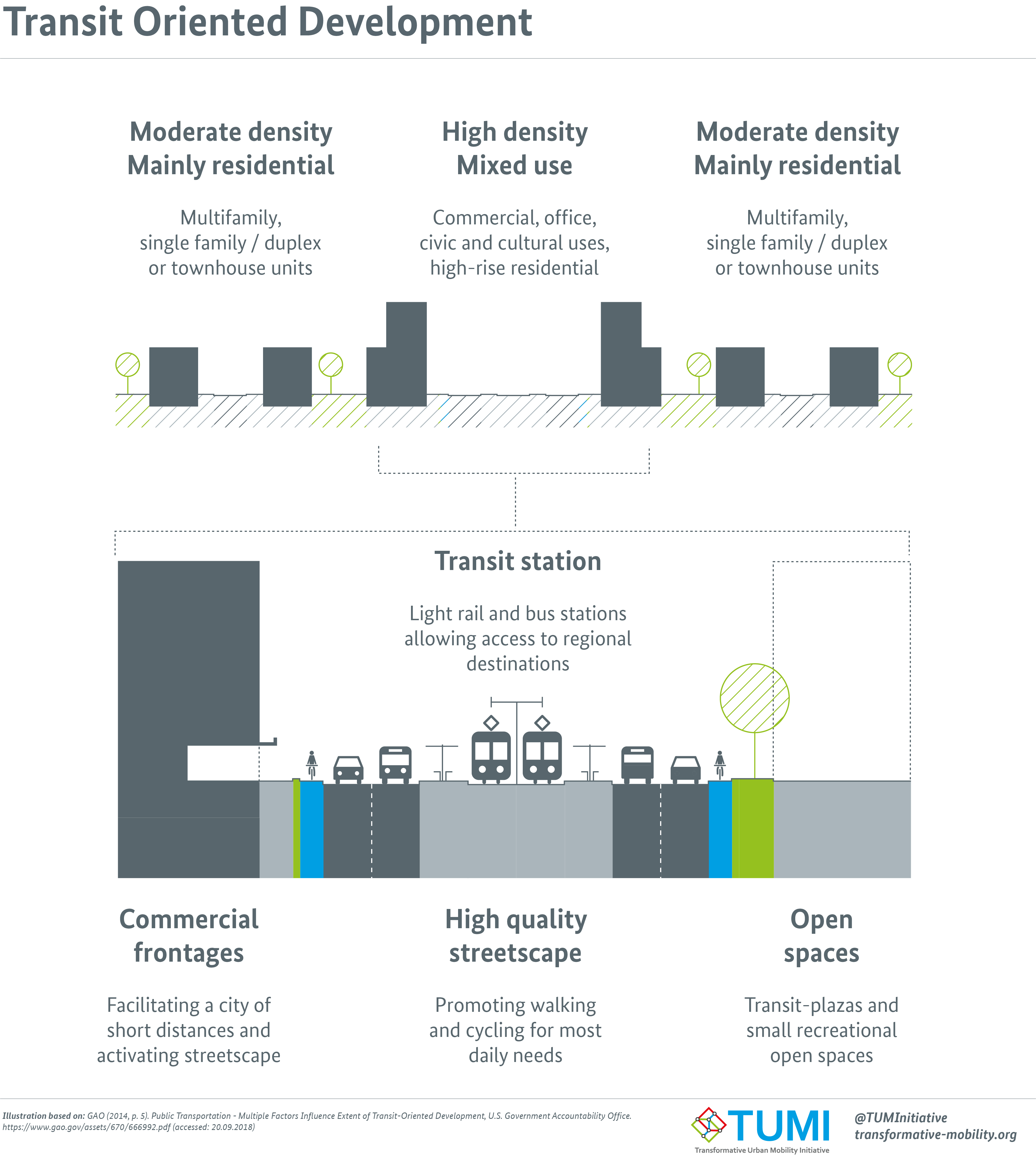
Transit Oriented Development

第二次世界大戦後、日本、スウェーデン、フランスで建設されたニュータウンの多くは、TODの特徴をが強い。ある意味、オランダの埋立地やデンマークの準郊外開発で建設されたコミュニティは、自転車利用の促進など、TODの原則に相当する地域的な取り組みを計画に組み込んでいる。
米国では、鉄道輸送圏域のTODでは、徒歩10分圏（半径800 m（0.5 mile）、時速4.8 km（3 mile））が実質標準で、鉄道駅までの歩行距離の一般的な推定値である。800m 圏は、2.0平方km（500エーカー）強である。
公共交通指向型開発（TOD）は、都市のスプロール現象と異なり、公共交通機関の利用を促し、計画担当者によって「交通近接開発」と区別されることがある。例として、一日中公共交通機関を利用できる複合開発、質の高い横断歩道など優れた歩行者施設、狭い道路、公共交通機関の結節点から遠ざかるにつれて建物の密度が下がることなどが挙げられる。TODは自家用車用の駐車場が少ない点が「TOD近接開発」と異なる。
TODには、次のような多くの利点がある：
- 交通機関へのアクセスが容易なので、車がなくても簡単に移動できる。
- TOD は、個人車両以外の交通機関で移動するように作られ、店舗や民間企業へのアクセスが容易で、密集している。
- 仕事や都市のサービスへのアクセスが向上する。
- 通勤電車の停留所など、駅近くの人口が増え、公共交通の利用者が増加する[2]。

コンパクト開発や公共交通指向型開発の反対派は、アメリカ人など低密度生活を好む人が多く、コンパクト開発を奨励する政策は大幅な効用低下を招き、ひいては多額の社会福祉費用の増加につながると主張する。コンパクト開発の支持者は、コンパクト開発には大きな、しばしば測定されていない利点がある。あるいはアメリカ人が低密度生活を好むのは、土地市場への地方自治体の大幅な介入によって部分的に可能になった誤解であると主張する。

## 影響

### 渋滞
スプロール化により開発地が1%増えるごとに、交通量は1.5%増加する。自動車依存になり、他の移動手段がないので、交通量が増加し渋滞が起きる。土地利用と交通手段を連携させなければ、渋滞を解消できない。今日の交通渋滞は、運転なしでは簡単な作業さえもこなせないことに起因している。TODのように徒歩、自転車、公共交通機関といった移動手段の選択肢が用意されていると交通問題は減る。

### 財政負担
TODと対局的な自動車都市となり、スプロール化が進むと、新しい学校、図書館、道路、公園、文化体育施設、出張所などの建設と維持管理の需要が高まり、ごみ収集や除雪などの範囲も広がる。財政を圧迫し、税金が上がったり、既存の町や都市への投資が減り活気が失われていく。新開発地は古い町や都市から人口と雇用を奪い、古いインフラの維持費は依然として高く、新しい郊外に住む余裕のない人々のサービス需要は高まる。TODは既存のインフラをより有効に活用することでこの悪循環を断ち切り、新しい道路、下水道、学校の建設量を減らすことで、財政負担を減らしていく。

### 環境
TODは、ロサンゼルスのライフサイクルアセスメントにおいて複数種の排出量を削減することが示されている。温室効果ガス、呼吸器刺激物質、スモッグ形成物の排出量は、低密度地域と比較した場合、TODでは約30％削減できる。これは、住民の移動手段の選択肢が増えること、日常活動での移動距離が短縮されること、高密度住宅により住宅当たりのエネルギー使用量が削減されることなど、さまざまな要因によるものである。ダッカでは、TODは住民が通勤や通学の移動距離が短縮され、地域の移動関連のCO2排出量の削減にも役立った。また、TODや関連政策に伴う公共交通機関、歩行者、自転車インフラの改善により、ダッカやその他の発展途上都市でこれらの削減が改善される可能性が示唆されている。 一方、ブリスベンではTODが都市ヒートアイランド現象の原因となり、気温が高く、気温上昇も速いことが分かっている。この違いは、TODでは非多孔質の土地の割合が大きく、自然空間が少ないことに関係しており、TODを計画する際にはこれを考慮する必要がある。

### 経済
TOD、特にライトレール沿線では、フェニックスでは駅から1マイル以内の新規事業数が増加しており、知識産業、サービス産業、小売業の新規事業数は、TOD非導入地域と比較してそれぞれ88%、40%、24%増加している。しかし、TODでは製造施設の減少も確認されており、他の米国の都市でも同様の結果が得られる可能性がある。サンディエゴのマンション価格は、一般的にライトレール駅からの距離が短くなるにつれて、歩行性が向上し、利用可能なサービスが増加するにつれて上昇する。これは、TODが人々にとって好ましい地域形態であり、米国の大都市圏において市場主導型のTOD地域創出が可能となる可能性を示している。 TODの居住者費用は、一般的に賃貸料が高くとも、エネルギー使用量と交通費の削減により、開発が進んだ地域では低くなることが示されている。ロサンゼルスでは、1世帯あたり年間約3,100ドルの節約となる。

### 社会
TODの社会的影響に関する研究は、行動的影響、心理的影響、そしてTODによって引き起こされるジェントリフィケーションと社会的不平等に関連する社会的影響の3つの側面に分類でき、以下の3つの側面に分類される：
- 自動車利用と交通行動に関する行動的影響。 自動車依存度と自動車所有率の低下はTODの主要目標の一つであり、従来の研究ではTODは自動車所有率と負の相関関係にあることが示されている[15][16][17][18]。他の研究では、TODが住民の交通行動への影響に焦点を当てており、TOD地域は公共交通機関が利用しやすいため利用する可能性が高くなりそうだが、居住地の違いやTODが減少させたジェントリフィケーションにより、TODと公共交通機関の関連性は複雑になっている[19][20][21]。
- 主観的幸福感やその他の感情に関連する心理的影響。 TODの心理的影響に関する研究は、主に主観的幸福感、特に旅行分野と生活全般に対する満足度に焦点を当てている。まず、一連の研究でTODが旅行の満足度に及ぼす影響が検討され、公共交通機関での移動は、通常、自動車や能動的な移動に比べて快適ではないが、明確に定義された交通エリアとしてのTODは、より快適な旅行体験を生み出す可能性がある[22][23][24] 。同様に、TODエリア内に住む住民は、公共交通機関での通勤に満足する傾向がある[25]。 それでも、移動は生活にとって重要なため、公共交通機関への満足度は全体的な幸福感に大きく貢献すると期待される。
- 社会的不平等とTODに起因するジェントリフィケーションに関連する影響。 TODは通常、古い都市の再開発と住宅価値の上昇が伴うが、低所得者層を締め出し、大規模な住宅移動、大幅な近隣地域の変化、TODエリアの大幅なアップグレードを引き起こす可能性がある[26][27]。したがって、TODに起因するジェントリフィケーションは、ここ10年間の交通研究で新たなトピックとなっている[28][29]。

## 批判
公共交通指向型開発（TOD）に対する批判の一つは、低所得地域でジェントリフィケーション（高級化）を促進する可能性があるとされる。場合によっては、TODによって以前は手頃な価格だった地域の住宅価格が上昇し、低・中所得層の住民が仕事や交通機関からさらに遠ざかってしまう恐れがあり、低所得地域の混乱を招く恐れがある。低所得者は高所得者よりも公共交通機関を利用する（そして必要とする）傾向があるため、これは非常に懸念される事態である。
しかし、公平性を念頭に置いて実施すれば、TODは低・中所得（LMI）コミュニティに利益をもたらす可能性がある。労働者に雇用を与え、建設・メンテナンス関連の雇用を創出し、放置や経済不況に苦しむ地域への投資を促進する可能性がある。さらに、地域開発規制は、近隣地域にとって利益となるが、住宅供給不足を招き、地域全体の住宅価格を高騰させることが知られている。TODは住宅供給に貢献し地域全体の住宅価格を低下させ、住宅市場における公平性を向上させる。TODはまた、交通費を削減する。これは、高所得世帯に比べて収入に占める交通費の割合が高いLMI世帯にとって、より大きな影響を与える可能性があり、世帯収入に余裕ができ、食費、教育費、その他の必要経費に充てることができる。また、低所得者は自家用車を所有する可能性が低く、通勤に公共交通機関を使用する可能性が高いため、信頼できる交通機関へのアクセスは経済的成功に不可欠である。

## 歴史
TODは、1993年にピーター・カルソープの著書『次世代アメリカン・メトロポリス』の出版とともに始まりました。カルソープと彼の同僚たちは、田園都市運動の理想に基づいて理論を構築した。
トランジットシティとは、公共交通機関を中心に設計された都市であり、都市開発は鉄道駅や路面電車の路線を中心に行われた。
トランジットシティは、1850年頃に蒸気機関車や路面電車といった交通技術の登場により移動が高速化され、工業化社会に出現した。これにより都市の規模は拡大したが、ほとんどの場所は依然として徒歩または自転車で移動できる距離にとどまっていた。 1850年から1940年にかけて、トランジットシティは工業化国において主流の都市形態でした。しかし、世界の発展途上地域では、大量輸送技術はそれほど普及せず、多くの都市は1970年代以降、自動車都市へと大きく変貌を遂げるまで、歩行者中心の都市であり続けた。

## 日本の事例
日本では、阪急電鉄や東急電鉄などによるターミナル駅への商業重点化策（百貨店経営）や私鉄沿線の宅地開発、あるいは公的主体が中心となった郊外ニュータウン開発とアクセス鉄道の整備など、欧米に先んじて、TOD型の事例を多く作り出してきたと言われる（戦前の日本の私鉄による沿線開発は、アメリカのインターアーバンにおける取り組みを発展させたものである）。特に日本では鉄道会社系列の民間企業が主体となって推進されてきた点が特筆される。東京の公共交通依存度は80%程度とされ、東京の交通体系は世界的に注目を浴びている。
しかしながら、首都圏及び京阪神以外での地方では地方自治体が道路整備に偏重した都市計画を行ったため、公共交通が衰退しており、自動車中心の町づくりが反省されている。